# Loose (Nelly Furtado)
Loose è il terzo album di Nelly Furtado, pubblicato nel 2006 dalla Geffen.
Rispetto ai due precedenti album, Loose annovera collaborazioni con il produttore hip hop Timbaland, nonché apparizioni di cantanti ospiti come Juanes e Attitude.
Il genere è cambiato rispetto ai due precedenti album, Whoa, Nelly! e Folklore; Loose contiene tracce pop più "urban" (come Afraid) con influenze hip hop (Promiscuous), R&B (No hay igual) e dance (Maneater). L'album include anche canzoni più melodiche e tranquille come All Good Things (Come To An End), Say It Right e In God's Hands.
I singoli estratti sono Maneater, Promiscuous, No hay igual (promo solo in Sud-America), All Good Things (Come to an End), Say It Right, In God's Hands (solo in Europa), Do It e Te busqué (solo in Germania, Spagna e Sud America). Le vendite mondiali a giugno 2008 arrivano a 8.000.000 di copie vendute.
È considerato l'album di maggior successo commerciale nell'intera carriera della cantante.
Il 4 giugno 2021, in occasione dei 15 anni dell’album, Nelly Furtado rilascia una versione digitale con remix inediti.

## Critiche
Loose ha scatenato alcune polemiche per l'immagine sessualizzata adottata da Nelly Furtado nella sua promozione, e soprattutto nei video musicali di Promiscuous e Maneater in cui balla con il ventre scoperto. Secondo la rivista Maclean's, l'evoluzione di Nelly Furtado sarebbe la naturale evoluzione di ogni cantante pop, sottolineando come alcuni la accusassero di essersi "venduta" per incrementare le vendite del disco, in particolare dopo che il suo secondo album non aveva riscosso la fortuna del primo. La rivista Dose scrisse che la nuova immagine "fortemente sessualizzata" della cantante era costruita, ed enfatizzò il coinvolgimento nel disco di Jimmy Iovine della Geffen, che aveva contribuito a lanciare le Pussycat Dolls, un gruppo femminile molto rinomato per le loro provocanti sequenze di ballo.

## Tracce
1. Afraid (feat. Attitude) – 3:35 (Nelly Furtado, Nate Hills, Tim "Attitude" Clayton, Tim Mosley)
2. Maneater – 4:25 (Nelly Furtado, Jeam Beanz, Nate Hills, Tim Mosley)
3. Promiscuous (feat. Timbaland) – 4:02 (Nelly Furtado, Nate Hills, Tim "Attitude" Clayton, Tim Mosley)
4. Glow – 4:02 (Nelly Furtado, Nisan Stewart, Nate Hills, Tim Mosley)
5. Showtime – 4:15 (Nelly Furtado, Nate Hills)
6. No hay igual – 3:36 (Nelly Furtado, Nisan Stewart, Nate Hills, Tim Mosley)
7. Te busqué (feat. Juanes) – 3:38 (Nelly Furtado, Juanes, Lester Mendes)
8. Say It Right – 3:42 (Nelly Furtado, Nate Hills, Tim Mosley)
9. Do It – 3:41 (Nelly Furtado, Nate Hills, Tim Mosley)
10. In God's Hands – 4:54 (Nelly Furtado, Rick Nowels)
11. Wait for You – 5:11 (Nelly Furtado, Nate Hills, Tim Mosley)
12. All Good Things (Come to an End) – 5:12 (Nelly Furtado, Chris Martin, Nate Hills, Tim Mosley)

North America bonus tracks
1. Te busqué (Spanish version, feat. Juanes) – 3:38 (Nelly Furtado, Juanes, Lester Mendes)

Germany bonus tracks
1. Somebody To Love – 4:56 (Nelly Furtado, Rick Nowels)

UK bonus tracks
1. Let My Hair Down – 3:38 (Nelly Furtado, Gerald Eaton, Brian West)
2. Somebody To Love – 4:56 (Nelly Furtado, Rick Nowels)

Brazilian bonus tracks
1. All Good Things (Come to An End) (feat. DJ Ferrero from Nx0) – 5:26 (Nelly Furtado, Chris Martin, Nate Hills, Tim Mosley)

Portuguese bonus tracks
1. Te busque (Spanish version, feat. Juanes) – 3:40 (Nelly Furtado, Juanes, Lester Mendes)
2. Maneater (feat. Da Weasel) – 3:32 (Nelly Furtado, Jeam Beanz, Nate Hills, Tim Mosley)
3. All Good Things (Come to an End) (Live at Radio Commercial Lisbon) – 3:50 (Nelly Furtado, Chris Martin, Nate Hills, Tim Mosley)

Japanese bonus tracks
1. What I Wanted – 3:53 (Nelly Furtado, Lester Mendes)
2. Let My Hair Down – 4:56 (Nelly Furtado, Gerald Eaton, Brian West)
3. Somebody To Love – 4:56 (Nelly Furtado, Rick Nowels)

Italian bonus tracks
1. All Good Things (Come to an End) (feat. Zero Assoluto) – 5:12 (Nelly Furtado, Chris Martin, Nate Hills, Tim Mosley)

## Formazione
- Nelly Furtado - voce, cori
- Rusty Anderson - chitarra acustica
- Luis Conte - percussioni
- Danja - batteria, tastiera, pianoforte
- Hilario Duran - pianoforte
- Demacio Castelleon - programmazione
- Greg Kurstin - tastiera
- Dean Jarvis - basso
- Juanes - chitarra elettrica, chitarra acustica
- Jamie Muhoberac - tastiera
- Rick Nowels - chitarra elettrica, tastiera, chitarra acustica, pianoforte
- Daniel Stone - percussioni
- Blake O - chitarra
- Luis Orbego - percussioni
- Kevin Rudolf - chitarra
- David Schommer - percussioni
- Ramon Stagnaro - chitarra elettrica, chitarra acustica
- Nisan Stewart - batteria
- Taku - percussioni
- Timbaland - basso, batteria, tastiera, percussioni
- Dan Warner - chitarra
- Joey Waronker - batteria
- Larry Corbett - violoncello
- Steve Richards - violoncello
- Suzie Katayama - violoncello
- Robert Cani - violino
- Maria DeLeon - violino
- Joel Derouin - violino
- Peter Kent - violino
- Josefina Vergara - violino
- Armen Garabedian - violino
- Gerado Hilera - violino
- Sharon Jackson - violino
- Jim Beanz, Beverly Jean, Regina Vincent, Richardson Paquiot, Marithza Bain, Maria Reyes, Brittney Howard - cori

## Classifiche

### Classifiche settimanali
| Classifica (2006-21) | Posizione massima |
| -------------------- | ----------------- |
| Australia            | 4                 |
| Austria              | 1                 |
| Belgio (Fiandre)     | 1                 |
| Belgio (Vallonia)    | 6                 |
| Canada               | 1                 |
| Danimarca            | 4                 |
| Finlandia            | 4                 |
| Francia              | 5                 |
| Germania             | 1                 |
| Giappone             | 42                |
| Grecia               | 2                 |
| Irlanda              | 2                 |
| Italia               | 3                 |
| Lituania             | 79                |
| Messico              | 14                |
| Norvegia             | 4                 |
| Nuova Zelanda        | 1                 |
| Paesi Bassi          | 2                 |
| Polonia              | 1                 |
| Portogallo           | 3                 |
| Regno Unito          | 4                 |
| Repubblica Ceca      | 2                 |
| Spagna               | 12                |
| Stati Uniti          | 1                 |
| Svezia               | 6                 |
| Svizzera             | 1                 |
| Ungheria             | 1                 |

### Classifiche di fine anno
| Classifica (2006) | Posizione |
| ----------------- | --------- |
| Australia         | 44        |
| Austria           | 36        |
| Belgio (Fiandre)  | 69        |
| Francia           | 148       |
| Germania          | 11        |
| Italia            | 62        |
| Messico           | 26        |
| Paesi Bassi       | 60        |
| Regno Unito       | 39        |
| Stati Uniti       | 64        |
| Svezia            | 49        |
| Svizzera          | 17        |
| Classifica (2007) | Posizione |
| Australia         | 25        |
| Austria           | 3         |
| Belgio (Fiandre)  | 8         |
| Belgio (Vallonia) | 14        |
| Europa            | 1         |
| Finlandia         | 14        |
| Francia           | 19        |
| Germania          | 1         |
| Irlanda           | 13        |
| Italia            | 14        |
| Nuova Zelanda     | 18        |
| Paesi Bassi       | 11        |
| Regno Unito       | 14        |
| Stati Uniti       | 32        |
| Svezia            | 13        |
| Svizzera          | 1         |
| Ungheria          | 5         |
| Classifica (2008) | Posizione |
| Germania          | 60        |
| Classifica (2021) | Posizione |
| Belgio (Fiandre)  | 187       |
| Classifica (2022) | Posizione |
| Belgio (Fiandre)  | 143       |